# Mesembria

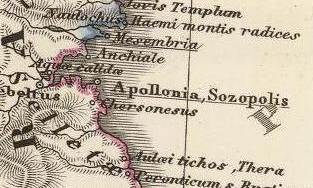
Vechi colonii grecești de pe coasta apuseană a Mării Negre, inclusiv Mesembria

Mesembria a fost o așezare antică de la țărmul Mării Negre, care se află pe teritoriul de astăzi al orașului bulgar Nesebăr. Anticul oraș Mesembria se afla pe drumul de coastă Via Pontica.

## Istorie
Mesembria a fost inițial o așezare tracică cunoscută, potrivit lui Strabon, sub numele de „Menebria” (Μενεβρὶα), de la fondatorul său, Menas; orașul a devenit o colonie greacă atunci când dorienii din Megara s-au stabilit la începutul secolului al VI-lea î.Hr., fiind un important centru comercial și rival al cetății Apollonia (astăzi Sozopol). Potrivit lui Ștefan din Bizanț, numele original era „Melsembria” (Μελσημβρία), de la fondatorul său, Melsas; ambele denumiri cuprind terminația „bria”, care în limba tracă semnifica „oraș”. Aceasta a rămas singura colonie dorică de-a lungul coastei Mării Negre, în timp ce restul au fost colonii tipice ionice. Mesembria a format un pentapolis grecesc la Marea Neagră, împreună cu alte patru polisuri grecești: Odessos (azi Varna), Tomis, Histria și Apollonia. Rămășițele din perioada elenistică includ o Acropolă, un templu al lui Apollo și o Agora. Un zid care a făcut parte din fortificațiile așezării poate fi văzut în partea de nord a peninsulei. Monede de argint și bronz au fost bătute în oraș din secolul al V-lea î.Hr. și monede de aur din secolul al III-lea î.Hr.
În 71 î.Hr. a trecut sub romani. Cetatea a fost cucerită de regele dac Burebista, apoi a fost restăpânit de romani și, în continuare, de bizantini, cu titlul de oraș liber, până în 812, când a fost ocupat de bulgari, care au fost nevoiți să se retragă în 864, însă l-au reocupat câțiva ani după aceea..
În 1366, orașul a fost ocupat de cruciații conduși de Amadeo al VI-lea de Savoia, care l-au restituit bizantinilor.
În 1453, orașul a căzut în mâinile otomanilor și a început să decadă. 
Numele de origine slavă al orașului, Nesebăr, s-a impus în 1878.